# Diversibipalium
Diversibipalium ist eine Gattung der Landplanarien in der Unterfamilie Bipaliinae. Die Gattung wurde eingerichtet, um Arten einzuschließen, die aufgrund fehlender morphologischer Merkmale nicht in eine entsprechende Gattung eingeordnet werden können.

## Systematik
In der zweiten Hälfte des 19. Jahrhunderts und der ersten Hälfte des 20. Jahrhunderts wurden viele Arten der Landplanarien ausschließlich auf Grundlage ihrer äußeren Merkmale beschrieben. Heute basieren die Zuordnungen und Beschreibungen der Gattung auf der inneren Anatomie, vor allem der Anatomie der Fortpflanzungsorgane. Arten mit einer alten Beschreibung, die niemals in einer systematischen Übersichtsarbeit erneut beschrieben wurden und deren innere anatomische Merkmale unbekannt sind, können nicht der korrekten Gattung zugeordnet werden. Aus diesem Grund werden Arten der Unterfamilie Bipaliinae, deren Aufbau der Fortpflanzungsorgane unbekannt ist, vorübergehend der Gattung Diversibipalium zugeordnet.

## Arten
Der Gattung Diversibipalium werden folgende Arten zugeordnet:
- Diversibipalium andrewesi (Whitehouse, 1919)
- Diversibipalium bimaculatum (von Graff, 1899)
- Diversibipalium bleekeri (von Graff, 1899)
- Diversibipalium boehmigi (Müller, 1903)
- Diversibipalium brauni (Mell, 1902)
- Diversibipalium brunneum (Whitehouse, 1919)
- Diversibipalium catenatum (von Graff, 1899)
- Diversibipalium claparedei (von Graff, 1899)
- Diversibipalium claviforme (Loman, 1890)
- Diversibipalium delicatum (Whitehouse, 1914)
- Diversibipalium dendrophilum (Schmarda, 1859)
- Diversibipalium dihangense (Whitehouse, 1914)
- Diversibipalium ellioti (von Graff, 1899)
- Diversibipalium engeli (den Hartog, 1968)
- Diversibipalium everetti (Moseley, 1875)
- Diversibipalium expeditionis (Loman, 1895)
- Diversibipalium falcatum (von Graff, 1899)
- Diversibipalium fenestratum (von Graff, 1899)
- Diversibipalium ferudpoorense (Wright, 1860)
- Diversibipalium floweri (von Graff, 1899)
- Diversibipalium fuligineum (Geba, 1909)
- Diversibipalium fulvum (Kaburaki, 1922)
- Diversibipalium fuscocephalum (Kaburaki, 1922)
- Diversibipalium gebai (Ogren & Kawakatsu, 1987)
- Diversibipalium giganteum (Whitehouse, 1914)
- Diversibipalium grandidieri (Mell, 1902)
- Diversibipalium grayi (Wright, 1860)
- Diversibipalium gulliveri (von Graff, 1899)
- Diversibipalium haasei (von Graff, 1899)
- Diversibipalium hasseltii (Loman, 1890)
- Diversibipalium hildebrandi (von Graff, 1899)
- Diversibipalium houghtoni (Moseley, 1875)
- Diversibipalium giganteum (Whitehouse, 1919)
- Diversibipalium isabellinum (Geba, 1909)
- Diversibipalium jalorense (Laidlaw, 1903)
- Diversibipalium jansei (von Graff, 1899)
- Diversibipalium keshavi (Saxena, 1957)
- Diversibipalium kirckpatricki (von Graff, 1899)
- Diversibipalium kuhlii (Loman, 1890)
- Diversibipalium layardi (von Graff, 1899)
- Diversibipalium lehnerti (von Graff, 1899)
- Diversibipalium lomani (von Graff, 1899)
- Diversibipalium longitudinale (de Beauchamp, 1933)
- Diversibipalium lunatum (Gray, 1835)
- Diversibipalium maculatum (Stimpson, 1857)
- Diversibipalium madagascarense (von Graff, 1899)
- Diversibipalium marenzelleri (Mell, 1902)
- Diversibipalium megacephalum (Müller, 1903)
- Diversibipalium modiglianii (von Graff, 1894)
- Diversibipalium molle (von Graff, 1899)
- Diversibipalium multilineatum Makino & Shirasawa, 1983
- Diversibipalium murinum (von Graff, 1899)
- Diversibipalium natunense (Meixner, 1906)
- Diversibipalium negritorum (von Graff, 1899)
- Diversibipalium nigrilumbe (Loman, 1890)
- Diversibipalium ocellatum (von Graff, 1899)
- Diversibipalium olivaceps (Geba, 1909)
- Diversibipalium piceum (von Graff, 1899)
- Diversibipalium pictum (Ritter-Záhony, 1905)
- Diversibipalium quadricinctum (Loman, 1890)
- Diversibipalium rauchi (von Graff, 1899)
- Diversibipalium richtersi (von Graff, 1899)
- Diversibipalium ridleyi (von Graff, 1899)
- Diversibipalium roonwali (Ramakrishna & Chauhan, 1962)
- Diversibipalium rotungense (Whitehouse, 1914)
- Diversibipalium ruteofulvum (Kaburaki, 1922)
- Diversibipalium salvini (von Graff, 1899)
- Diversibipalium saracini (Müller, 1907)
- Diversibipalium sexcinctum (Loman, 1890)
- Diversibipalium shipleyi (von Graff, 1899)
- Diversibipalium simplex (von Graff, 1899)
- Diversibipalium smithii (von Graff, 1899)
- Diversibipalium solmsi (von Graff, 1899)
- Diversibipalium sordidum (Whitehouse, 1914)
- Diversibipalium splendens (Whitehouse, 1919)
- Diversibipalium steindachneri (von Graff, 1899)
- Diversibipalium stimpsoni (Diesing, 1861)
- Diversibipalium sumatrense (Loman, 1883)
- Diversibipalium superbum (von Graff, 1899)
- Diversibipalium sylvestre (Whitehouse, 1919)
- Diversibipalium tamatavense (von Graff, 1899)
- Diversibipalium tau (Mell, 1902)
- Diversibipalium tennenti (Diesing, 1861)
- Diversibipalium transversefasciatum (Müller, 1903)
- Diversibipalium trilineatum (Stimpson, 1857)
- Diversibipalium tripartitum (von Graff, 1899)
- Diversibipalium unicolor (Moseley, 1877)
- Diversibipalium vinosum (Kaburaki, 1925)
- Diversibipalium virchowi (von Graff, 1899)
- Diversibipalium virgatum (Stimpson, 1857)
- Diversibipalium vittatum (Loman, 1887)
- Diversibipalium weberi (Loman, 1890)
- Diversibipalium whitehousei (Ogren & Kawakatsu, 1987)
- Diversibipalium wrightii (von Graff, 1899)